# Asesinato en el Comité Central
Asesinato en el Comité Central (1982) es una película escrita y dirigida por Vicente Aranda y basada en la novela homónima de Manuel Vázquez Montalbán. Está protagonizada por Patxi Andión y Victoria Abril.

## Argumento[1][2][3]
Durante una reunión en Madrid del Comité Central del Partido Comunista de España, hay un breve apagón. Cuando la luz regresa unos pocos segundos más tarde, el secretario general, Fernando Garrido, ha sido asesinado, apuñalado en el pecho. El gobierno encarga el caso a Fonseca, un  anticomunista. Santos, el nuevo líder interino del partido comunista, llama a un investigador privado, Pepe Carvalho. Carvalho llega de Barcelona para hacerse cargo del caso. Carmela, una militante comunista, es asignada como su chofer y su ayudante. Carvalho y Fonseca se reúnen para intercambiar ideas sobre el caso en el que ambos están trabajando. No se llevan bien. Durante el régimen Franquista, Fonseca persiguió a izquierdistas como Carvalho. 
Carvalho entrevista a un antiguo miembro de la CIA, quien está severamente discapacitado tras perder los brazos y las piernas en Vietnam, pero el viejo se niega a colaborar. Debido a que el crimen tuvo lugar en un período corto de tiempo y en la oscuridad, las sospechas se centran en cinco miembros del partido comunista: Sepúlveda, Esparza Julvé, Montesa Pérez, Leverder y Ordóñez. Carvalho los entrevista uno por uno. Ordóñez, el más viejo entre ellos, es rápidamente descartado por Carvalho y Fonseca, y también lo es Leverder. Durante una lectura pública dada por Leverder, Carvalho es seducido por una periodista. Esto es en realidad una trampa y Carvalho es drogado y golpeado por agentes de la CIA que quieren saber lo que él ha descubierto, pero Carvalho aún no tiene respuestas para darles. Liberado por sus captores, Carvalho regresa a la habitación de su hotel. Una agente de los países de la cortina de hierro que trabaja para la KGB, lo está esperando. Ella también está interesada en encontrar al culpable a través de Carvalho, quien coquetea con ella, pero no le da pistas.
Sepúlveda tiene la teoría de que el asesino se guio en la oscuridad con el humo del cigarrillo de Garrido. Sin embargo, Santos confirma que Garrido no estaba fumando cuando fue asesinado. La última fotografía de Garrido y el examen de los objetos que llevaba cuando fue asesinado llevan a Carvalho a la conclusión de que era una insignia de una armónica que llevaba en la solapa lo que ayudó al asesino a encontrar a Garrido en la oscuridad. Esparza Julve, el protegido tanto de Garrido como de Santos, había experimentado grandes dificultades económicas. Durante un viaje a Alemania fue contactado por agentes de la CIA para matar al líder comunista por dinero. Carvalho confirma la identidad del asesino forzando al hombre discapacitado a revelar lo que sabe. Le llena la boca con balas y empuja su silla de ruedas a la calle en medio del tráfico. Solo así le revela a Carvalho la identidad del asesino.
Carvalho ha estado coqueteando con Carmela durante el tiempo que han compartido. Ella lo invita a su apartamento mientras su marido y su hijo están ausentes. Cuando se empiezan a besar, son interrumpidos por la agente de la KGB, que presiona a Carvalho una vez más acerca de su investigación. En ese mismo momento el marido de Carmela entra en el apartamento interrumpiéndolo todo. Carvalho desenmascara a Esparza Julvé como el asesino. En una nueva reunión del Comité Central, Esparza Julvé ve cómo los miembros del partido comunista, que ahora saben de su culpabilidad, le vuelven la espalda. Entonces trata de salir del edificio, pero es asesinado en la puerta por quienes lo habían contratado para asesinar a Garrido. Carvalho, con su misión cumplida, se dirige al aeropuerto conducido por Carmela.    
Es una adaptación al cine de una de las novelas más populares del detectivo Pepe Carvalho, personaje creado por Manuel Vázquez Montalbán. Esta película se rodó con la intención de repetir la noticia del crimen una y otra vez, y así crear el clima social existente en el país en los años 80. A diferencia de otras producciones rodadas sobre el personaje, no se le da especial importancia a la personalidad de Carvalho.
Esta película fue la segunda adaptación cinematográfica (tras Tatuaje, de Bigas Luna, de 1976) del personaje literario Pepe Carvalho, creado por Manuel Vázquez Montalbán.

## Reparto[1][4]
| Intérprete             | Personaje        |
| ---------------------- | ---------------- |
| Patxi Andión           | Pepe Carvalho    |
| Victoria Abril         | Carmela          |
| Conrado San Martín     | Santos           |
| José Vivó              | Fonseca          |
| Héctor Alterio         | Sepúlveda        |
| José Cerro             | Esparza Julvé    |
| José Carlos Plaza      | Pérez Montesa    |
| Miguel Rellán          | Leverder         |
| Juan José Otegui       | Lecumberri       |
| Francisci Vidal        | Cerdán           |
| Jorge Bosso            | Matón            |
| Juan Jesús Valverde    | Alcalde          |
| Miguel Palenzuela      | Ministro         |
| José Albiach           |                  |
| Palmiro Aranda         | Ordóñez          |
| Roberto Asla           |                  |
| Alfonso Castizo        |                  |
| Maria Luisa De la Cruz |                  |
| Ramón Durán            | Mir              |
| Francisco García       |                  |
| Alfonso Godá           | Jaime            |
| Concha Leza            |                  |
| Pilar Martín           |                  |
| Alfonso Nadal          |                  |
| Consuelo Pascual       |                  |
| Juan Pastor            |                  |
| Margarita Pérez        |                  |
| Aura María Rojas       |                  |
| María Rubio            | Agente soviética |
| Jack Taylor            | Un agente        |
| Carlos Tristancho      |                  |
| Antonio Vico           |                  |
| Rosa María Mateo       | La locutora      |